# Msg Systems
msg systems AG er en tysk IT-leverandør med hovedkvarter i Ismaning ved München.
31. januar 1980 grundlagde Hans Zehetmaier, Herbert Enzbrenner og Pius Pflügler virksomheden. Msg-koncernen har 10.000 ansatte og en omsætning på 1,2 mia. euro.